# هربرت جمیسون
هربرت جمیسون (انگلیسی: Herbert Jamison؛ ۱۹ ژوئیهٔ ۱۸۷۵ – ۲۲ نوامبر ۱۹۳۸) یک ورزشکار اهل ایالات متحده آمریکا بود. وی در المپیک ۱۸۹۶ یونان توانست در رشته دوی چهارصدمتر مدال نقره بگیرد.